# Liste d'accidents aériens dans les années 1960
Pour un article plus général, voir Liste de listes d'accidents aériens.
Cet article présente une liste d'accidents aériens dans les années 1960.

## Années 1960

### 1960
- 6 janvier 1960 : le vol 2511 (un DC-6) de National Airlines ayant décollé de New York pour Miami (Floride) s'écrase en Caroline du Nord, faisant 34 morts. L'enquête conclut à un suicide par une bombe ayant explosé dans les toilettes de l'avion dans le cadre d'une escroquerie aux assurances (liée à l'affaire Robert Spears: voir crash du 16 novembre 1959).
- 18 janvier 1960 : le vol 20 Capital Airlines, un Vickers 745D Viscount s'écrase à Charles City aux États-Unis à la suite de l'arrêt de deux moteurs à cause du givre. L'accident fait 50 victimes.
- 5 février 1960 : le vol Lloyd Aéreo Boliviano s'écrase à Laguna de Huanacota en Bolivie 15 minutes après son décollage. Les 59 personnes à bord du DC-4 périssent dans l'accident.
- 17 mars 1960 : le vol 710 Northwest Orient Airlines s'écrase à Tell City aux États-Unis alors qu'il effectuait la liaison Chicago-Miami. L'aile droite du Lockheed L-188C Electra s'est détachée à la suite de graves turbulences. L'accident fait 63 victimes. Après cet accident, les ailes des L-188C seront modifiées.
- 24 juin 1960 : le vol REAL Transportes Aéreos (en) s'écrase à Baía de Guanabara au Brésil pour des raisons indéterminées. Aucune des 54 personnes à bord du Convair CV-340-62 n'a survécu.
- 29 août 1960 : le vol 343 Air France s'écrase près de Dakar au Sénégal lors de son approche. Le Lockheed L-1049G Super Constellation effectuait la liaison Paris-Dakar via Abidjan avec 63 personnes à son bord, dont aucune n'a survécu. Les raisons de cet accident n'ont jamais été élucidées.
- 19 septembre 1960 : le vol 830 World Airways s'écrase contre le mont Barragada sur l'île de Guam peu après son décollage. 80 des 94 personnes à bord du DC-6 trouvent la mort dans l'accident.
- 4 octobre 1960 : le vol 375 Eastern Air Lines s'écrase à Boston peu après son décollage à la suite de la destruction des moteurs 1, 2 et 4 par ingestion d'oiseaux. Il y aura 10 survivants sur les 72 personnes à bord. Après cet accident, la FAA lança un programme afin d'améliorer la résistance des moteurs des Lockheed L-188A Electra et des autres avions aux ingestions d'oiseaux.
- 16 décembre 1960 : collision à Staten Island - le vol 826 United Airlines, un DC-8 sort de la route qui lui était destinée et entre en collision avec le Lockheed L-1049 Super Constellation du vol 266 TWA. Le Lockheed est pulvérisé sur le coup, avec 44 personnes à son bord, tandis que le DC-8 parvient à voler encore sur 13 km avant de s'écraser sur un quartier résidentiel de Brooklyn à New York. Les 84 personnes à bord du DC-8 trouvent la mort dans l'accident ainsi que cinq personnes au sol (et un petit garçon meurt le lendemain).

### 1961
- 16 janvier 1961 : Un chasseur-bombardier F-100 sur une piste de RAF Lakenheath transportant une arme nucléaire prend feu après que le pilote ait accidentellement largué ses réservoirs de carburant, sur la piste en béton[1]. Le carburant s'est enflammé et les flammes ont englouti la bombe à hydrogène positionnée sous l’avion, la laissant à la merci des flammes mais les pompiers ont réussi à éteindre l'incendie avant qu'elle ne soit gravement endommagée[2],[3],[4].
- 24 janvier 1961 : Un B-52G de l’USAF s'écrase à Goldsboro en Caroline du Nord avec à son bord deux armes thermonucléaires causant la mort de 3 membres d'équipage[5],[6].
- 15 février 1961 : le vol 548 Sabena, de la compagnie Sabena, s'écrase près de Bruxelles, à Berg, lors de son approche après avoir décroché en effectuant des virages afin de ralentir le Boeing 707. L'accident fait 73 victimes (aucun survivant) dont une au sol. 18 membres de l'équipe américaine de patinage artistique qui se rendait aux championnats du monde de Prague, meurent dans la catastrophe, ce qui entraînera l'annulation de la compétition. Un blocage de câbles de direction (défaut relevé chez les premiers Boeing 707), serait à l'origine de l'accident car l'avion, lors du dernier virage, effectua un huit vertical, selon les témoins au sol et les relevés radar, avant de piquer verticalement dans un champ labouré.
- 28 mars 1961 : le vol CSA Czech Airlines s'écrase à 20 km de Nuremberg en Allemagne causant la mort de 52 personnes.
- 3 avril 1961 : le vol LAN transportant l'équipe de football chilienne Green Cross et trois arbitres s'écrasa contre le versant nord-est du pic Las Animas lors de la tragédie de Green Cross. L'accident fait 24 victimes.
- 10 mai 1961 : le Vol Air France 406 Brazzaville-Paris s'écrase en Libye dans le désert du Sahara après que le Lockheed Starliner se fut cassé en deux. La catastrophe fait 78 victimes.
- 30 mai 1961 : le vol 897 Viasa s'écrase peu après son décollage de Lisbonne pour des raisons indéterminées causant la mort des 61 personnes à bord du DC-8.
- 12 juillet 1961 : le vol CSA Czech Airlines s'écrase près de Casablanca à cause des mauvaises conditions météo. L'Iliouchine Il-18 était neuf et ne comptait que 200 heures de vol. L'accident fait 72 victimes.
- 19 juillet 1961 : le vol 644 Aerolineas Argentinas s'écrase en Argentine après avoir traversé de fortes turbulences, entrainant la mort des 67 personnes à bord.
- 1er septembre 1961 : le vol 529 TWA Chicago-Las Vegas s'écrase peu après son décollage à la suite de la rupture du gouvernail du Lockheed L-049 Constellation nommé Star of Dublin. L'accident fait 78 victimes.
- 10 septembre 1961 : le vol President Airlines (en) s'écrase peu après son décollage de Shannon en Irlande à la suite de multiples erreurs des pilotes qui étaient très fatigués. Les 83 personnes à bord du DC-6 périssent dans l'accident.
- 12 septembre 1961 : le vol 2005 Air France s'écrase lors de son approche de Rabat au Maroc entraînant la mort des 77 personnes à bord.
- 18 septembre 1961 : Un DC-6 des Nations Unies affrété par Transair Sweden s'écrase à environ 15 km de l'Aéroport de Ndola en Rhodésie du Nord, tuant les 16 personnes présentes à bord dont Dag Hammarskjöld alors secrétaire général des Nations unies. Les causes de l'accident restent un sujet de controverse entre accident ou attentat.
- 7 octobre 1961 : l'accident d'un Douglas Dakota (DC-3) britannique effectuant la liaison Londres-Perpignan s'écrase dans le Massif du Canigou probablement en raison d'une puissance insuffisante de l'émetteur de Toulouse pour les communications aéronautiques, ayant induit une erreur de navigation. Les 31 passagers et 3 membres d'équipage périssent dans l'accident[7].
- 8 novembre 1961 : le vol Imperial Airlines (en) s'écrase lors de son approche de Columbia à la suite de l'arrêt des moteurs en panne d'essence (avgas). 76 des 79 personnes à bord du Lockheed L-049E Constellation périssent dans la catastrophe.
- 23 novembre 1961 : le vol Aerolineas Argentinas s'écrase peu après son décollage de São Paulo au Brésil sans doute à cause des mauvaises conditions météo. L'accident fait 52 victimes.

### 1962
- 1er mars : le vol 001 American Airlines s'écrase à Jamaica Bay peu après son décollage de New York à destination de Los Angeles à la suite de multiples défaillances des instruments de bord du Boeing 707. Les 95 personnes à bord périssent dans la catastrophe.
- 4 mars : le vol 153 Caledonian Airways, un DC-7 nommé « Star of Robbie Burns », s'écrase après son décollage de l'aéroport international de Douala au Cameroun avec 111 personnes à bord.
- 15 mars : le vol 739 Flying Tiger Line s'écrase dans l'Océan Pacifique alors qu'il effectuait un vol de transport militaire de Guam à Saïgon. L'accident de ce Lockheed L-1049 n'a pas été élucidé et a fait 107 victimes.
- 3 juin : à la suite de la défaillance du « trim » de profondeur et de la tentative d'interruption de décollage, le Boeing 707 nommé « Château de Sully » du vol charter Air France 007 (Paris-Atlanta-Houston via New York) quitte la piste et s'enflamme. 130 des 132 personnes à bord trouvent la mort dans la catastrophe[8].
- 22 juin : le vol 117 Air France, un Boeing 707 nommé « Château de Chantilly » s'écrase lors de son approche à 25 km de Pointe-à-Pitre (Guadeloupe) à cause du mauvais temps et de multiples pannes des instruments de bord. Le radar d'approche de l'aéroport était également en panne. 113 personnes périssent dans la catastrophe.
- 30 juin : le vol Aeroflot-Far East s'écrase près de Krasnoïarsk (Russie) provoquant la mort des 84 personnes à bord du Tupolev 104A.
- 7 juillet : le vol 771 Alitalia s'écrase à une centaine de kilomètres de Bombay après que le pilote a amorcé sa descente trop tôt pensant que l'aéroport était plus près. Les 94 personnes à bord du DC-8 décèdent dans l'accident.
- 28 juillet : le vol Aeroflot-Ukraine s'écrase contre une montagne près de Sotchi (Russie) lors de son approche et fait 81 morts.
- 2 septembre : le vol Aeroflot-Far East s'écrase peu après son décollage de Khabarovsk en Russie à cause de violentes turbulences faisant 86 victimes.
- 23 novembre : le vol 355 de la compagnie hongroise Malev assuré par un Iliouchine-18 effectuant la liaison Budapest-Francfort-Paris s'écrase lors de son approche du Bourget (France) sur la commune de Roissy-en-France (France). L'accident fait 21 morts (8 membres d'équipage et 13 passagers)[9].
- 27 novembre : le vol 810 Varig s'écrase contre le pic de La Cruz au Pérou lors de son approche de l'aéroport de Lima après que le Boeing 707 a dévié de sa trajectoire nominale pour des raisons inconnues. L'accident fait 97 victimes.
- 14 décembre : le vol Panair do Brasil s'écrase près de Paraná da Eva au Brésil en faisant 50 morts.
- 29 décembre : un Boeing 307 de la compagnie Air Nautic reliant Ajaccio à Bastia (Corse) s'écrase sur le flanc du monte Renoso (Rinosu en corse), tuant les 25 occupants de l'appareil. Ce jour-là, les conditions météorologiques étaient très mauvaises.

### 1963
- 11 janvier : un Lockheed Constellation s'écrase à proximité de Opoul dans les Pyrénées-Orientales entraînant la mort des 12 personnes à bord, toutes des militaires. Beaucoup d'hypothèses sur les raisons de l'accident sont nées évoquant même des thèses surnaturelles.
- 12 février : le Boeing 707 assurant le vol 705 Northwest Orient Airlines s'écrase dans les Everglades, peu après son départ de Miami, à la suite de vents violents. Il n'y aura aucun survivant parmi les 43 personnes à bord.
- 3 mai : le vol Air Afrique s'écrase contre le mont Cameroun au Cameroun à la suite de la décision du pilote de changer de route. L'accident fait 55 victimes.
- 3 juin : le vol 293 Northwest Orient Airlines, un vol charter allant de Tacoma (Etat de Washington) à Anchorage (Alaska), s'écrase dans l'océan Pacifique à 300 km d'Annette Island. L'origine de cet accident n'a jamais été élucidée. Les 101 personnes à bord du DC-7 ont péri dans la catastrophe.
- 27 juillet : le vol 869 United Arab Airlines s'écrase lors de son approche de Bombay à la suite de la perte de contrôle du Havilland DH-106 Comet 4C à cause de violentes turbulences, faisant 63 victimes.
- 12 août : un Vickers Viscount 708 d'Air Inter s'écrase à Tramoyes lors de son approche de l'aéroport de Lyon-Bron.
- 21 août : les pilotes d'un Tupolev Tu-124 d'Aeroflot parviennent à se poser en douceur sur la Neva qui traverse la ville de Léningrad, à la suite d'un incendie sur un des réacteurs de l'avion. L'incident ne fait aucun mort.
- 4 septembre : la Caravelle III assurant le vol 306 Swissair, s’écrase dans la région de Zurich (Dürrenäsch) peu après son décollage, causant la mort des 80 personnes à bord.
- 22 octobre : un prototype du BAC 1-11 s'écrase à la suite d'un décrochage que les pilotes n'avaient pas remarqué. L'accident fait 7 victimes.
- 29 novembre : le Douglas DC-8 du vol 831 Trans-Canada Airlines s'écrase à Ste-Thérèse-de-Blainville au Québec lors de son vol Montréal-Toronto pour des raisons indeterminées. Les 118 occupants de l'avion trouvent la mort dans l'accident.
- 8 décembre : le Boeing 707 nommé Clipper Tradewind, assurant le vol Pan Am 214, est frappé par la foudre alors qu'il attendait pour atterrir à l'aéroport de Philadelphie, balayé par des vents violents. Un des réservoirs de kérosène prend feu et provoque l'explosion de l'appareil ; l'accident fait 81 morts.

### 1964
- 29 février 1964 : le vol 802 British Eagle International Airlines s'écrase contre le mont Glungezer (Autriche) alors qu'il assurait la liaison Londres-Innsbruck. Une erreur du commandant de bord qui a amorcé la descente trop tôt ainsi que les mauvaises conditions météo sont vraisemblablement à l'origine de l'accident qui aura coûté la vie à 83 personnes à bord du Bristol 175 Britannia.
- 28 mars 1964 : le vol 045 Alitalia, un Viscount Vickers 785D s'écrase, juste avant l'atterrissage, sur les pentes du mont Somma, en un point situé entre les deux villages de Somma Vesuviana et Pollena Trocchia, à environ 15 km de Naples. Cet accident fait 45 victimes, dont 10 Français.
- 17 avril 1964 : le vol 444 Middle East Airlines s'écrase lors de son approche de Dhahran, tuant les 49 occupants de la Caravelle ; les causes exactes de ce drame n'ont jamais été établies avec certitude.
- 2 septembre 1964 : le vol Aeroflot-Krasnoïarsk s'écrase lors de son approche de Ioujno-Sakhalinsk (Russie) dans de mauvaises conditions météo. Les 87 personnes à bord de l'Iliouchine Il-18 périssent dans l'accident.
- 2 octobre 1964 : le vol UTA s'écrase contre le mont Alcazaba (Espagne) pour des raisons inconnues faisant 80 victimes.
- 23 novembre 1964 : le vol 800 TWA prend feu après avoir avorté son décollage de Rome à la suite de multiples pannes moteur, faisant 50 victimes parmi les 73 personnes à bord.

### 1965
- 6 février 1965 : le vol 107 LAN Airlines s'écrase dans les Andes faisant 87 victimes.
- 8 février 1965 : le vol 663 Eastern Air Lines s'écrase peu après son décollage de New York après que l'équipage a perdu le contrôle du DC-7 en tentant d'éviter une collision avec un Boeing 707 de la Pan Am en approche. L'accident fait 84 victimes.
- 31 mars 1965 : le vol Iberia s'écrase près de Tanger au Maroc lors de son approche, faisant 50 morts parmi les 53 personnes à bord.
- 10 avril 1965 : le vol Alia Royal Jordanian Airlines s'écrase contre une montagne près de Damas en Syrie après que le fuselage du Handley Page HPR-7 s'est désintégré. L'accident fait 54 victimes.
- 20 mai 1965 : le vol 705 Pakistan International Airlines s'écrase lors de son approche du Caire en Égypte pour des raisons indéterminées faisant 121 victimes sur les 127 personnes à bord du Boeing 727.
- 8 juillet 1965 : le vol 21 Canadian Pacific Airlines s'écrase après son décollage de Vancouver au Canada après qu'une bombe a explosé dans les toilettes arrière gauche provoquant la rupture de la queue du DC-6. L'attentat fait 52 victimes.
- 27 octobre 1965 : un Vickers Vanguard de British European Airways s'écrase et prend feu en atterrissant à l'aéroport de Londres-Heathrow au Royaume-Uni dans des conditions météo dégradées. Tous les 36 personnes à bord périssent dans l'accident.
- 8 novembre 1965 : le vol 383 American Airlines s'écrase dans un bois et prend feu lors de son approche de l'aéroport de Cincinnati aux États-Unis dans des conditions météo dégradées. L'accident fait 58 victimes sur les 62 personnes à bord du Boeing 727.

### 1966
- 15 janvier 1966 : le vol 004 Avianca s'écrase peu après son décollage de Carthagène, en Colombie, à la suite d'une erreur lors d'une opération de maintenance : il manquait des joints sur le moteur gauche du DC-4, ce qui a entraîné une fuite d'huile. L'accident fait 56 victimes sur les 64 personnes à bord.
- 24 janvier 1966 : le vol Air India 101, un Boeing 707 nommé Kanchenjunga assurant la liaison Bombay-Londres via Genève, s’écrase sur le massif du Mont-Blanc avec, à son bord, 117 personnes, dont Homi Bhabha, le père de la bombe nucléaire indienne. L'accident semble être dû à une panne de l'altimètre et à des problèmes de compréhension entre la tour de contrôle et le Boeing.
- 8 janvier 1966 : le vol 005 Lufthansa s'écrase lors de son approche de l'aéroport de Brême (Allemagne) à la suite d'une accumulation de pannes des instruments de vol du Convair CV-440 et d'un malaise du pilote. L'accident fait 46 victimes.
- 4 février 1966 : le vol 60 All Nippon Airways s'écrase dans la baie de Tokyo lors de son approche, pour des raisons indéterminées, causant la mort des 133 personnes à bord du Boeing 727.
- 4 mars 1966 : le vol 402 Canadian Pacific Airlines s'écrase lors de son approche de Tokyo à cause des très mauvaises conditions météorologiques, entraînant la mort de 64 des 72 personnes à bord du DC-8.
- 5 mars 1966 : le vol 911 BOAC San Francisco-Honolulu-Tokyo-Hong Kong s'écrase contre le mont Fuji au Japon. Attendu à Tokyo le 4 mars, il est dérouté sur Itazuke à cause du mauvais temps. Le lendemain, peu après son décollage de Tokyo, le Boeing 707 traverse des turbulences d'une rare intensité qui provoqueront la rupture du fuselage. L'accident fait 124 victimes. Les conditions météorologiques très dégradées qui régnaient sur Tokyo auront ainsi entraîné deux accidents majeurs en moins de 24h.
- 22 avril 1966 : le vol 280 American Flyers Airline (en) s'écrase contre une colline après avoir raté son approche de l'aéroport de Ardmore (États-Unis) entraînant la mort de 83 des 98 personnes à bord du Lockheed L-188C Electra.
- 27 avril 1966 : le vol 501 Líneas Aéreas Nacionales S. A. s'écrase contre le mont Talsula (Pérou) à la suite d'une erreur de pilotage, faisant 49 victimes.
- 6 août 1966 : le vol 250 Braniff International s'écrase à Falls City (États-Unis) après que la queue et une aile du BAC One-Eleven 203AE se sont arrachées à la suite de turbulences et d'une tempête. L'accident fait 42 victimes.
- 1er septembre 1966 : le vol 105 Britannia Airways, un Bristol 175 Britannia parti de Londres, s'écrase lors de son approche de l'aéroport de Ljubljana (Yougoslavie) à la suite de problèmes avec l'altimètre. L'accident fait 98 victimes sur les 117 personnes à bord.
- 22 septembre 1966 : le vol Ansett-ANA 149 (en), intérieur au Queensland en Australie, parti de Mount Isa et à destination de Longreach, s'écrase près de Winton à la suite de l'incendie d'un moteur, ayant entrainé la perte d'une aile avant de pouvoir effectuer un atterrissage d'urgence. Les vingt-quatre occupants de l'appareil, un Vickers Viscount, sont tués.
- 13 novembre 1966 : le vol 533 All Nippon Airways s'écrase lors de son approche de Matsuyama (Japon) pour des raisons indéterminées, provoquant la mort des cinquante personnes à bord.
- 24 novembre 1966 : le vol 101 TABSO, un Iliouchine Il-18 reliant Budapest à Prague, s'écrase à Bratislava (Tchécoslovaquie) dans des conditions météo dégradées, faisant 82 morts.

### 1967
- 20 avril 1967 : le vol Globe Air reliant Bangkok au Caire s'écrase lors de son approche de l'aéroport de Nicosie à Chypre après avoir été dérouté. L'accident fait 126 victimes sur les 130 à bord du Bristol 175 (117 passagers et neuf membres d'équipage). La petite compagnie Globe Air fait faillite, événement à l'origine de la Donation Picasso.
- 3 juin 1967 : le vol Air Ferry s'écrase en France dans le Massif du Canigou après des erreurs des pilotage suite à une probable intoxication au monoxyde de carbone de l'équipage. La totalité des 88 personnes à bord du DC-4 périssent dans l'accident.
- 4 juin 1967 : le vol British Midland Airways s'écrase lors de son approche de Manchester après la panne de deux moteurs du Canadair C-4 Argonaut. L'accident fait 72 victimes sur les 84 personnes à bord.
- 19 juillet 1967 : le vol 22 Piedmont Airlines, un Boeing 727 s'écrase près de Hendersonville (États-Unis) après être entré en collision avec un Cessna 310 faisant 82 victimes dont 3 à bord du Cessna.
- 19 juillet 1967 : le vol Air Madagascar, un DC-4, s'écrase à Antananarivo (Madagascar) faisant 42 victimes.
- 12 octobre 1967 : le vol 284 British European Airways s'abîme en mer Méditerranée au large de la Grèce à la suite de l'explosion d'une bombe dans la cabine. L'attentat fait 66 victimes.
- 4 novembre 1967 : le vol 062 Iberia s'écrase dans les South Downs en Angleterre lors de son approche à l'aéroport de Londres-Gatwick. La totalité des 37 personnes à bord du Sud Aviation Caravelle périssent dans l'accident, et un troupeau de moutons est mort aussi.
- 16 novembre 1967 : le vol Aeroflot-International s'écrase contre le massif de l'Oural après son décollage de Sverdlovsk (Russie) en faisant 107 victimes.
- 20 novembre 1967 : le vol 128 TWA s'écrase lors de son approche de l'aéroport de Cincinnati aux États-Unis. Les pilotes ont tenté d'atterrir à vue de nuit dans des conditions météo très dégradées. 70 des 82 personnes à bord du Convair CV-880 périssent dans l'accident.
- 8 décembre 1967 : le vol Faucett Peru s'écrase contre le mont Carpich Huanuco (Pérou) à seulement 30 pieds du sommet entraînant la mort des 72 personnes à bord du DC-4.

### 1968
- 6 janvier 1968 : le vol Aeroflot-Iakoutsk est accidentellement abattu par un missile alors qu'il reliait Oliokminsk à Lensk. Les 45 occupants de l'Antonov An-24 sont décédés.
- 29 février 1968 : le vol Aeroflot-Far East, un Iliouchine Il-18 s'écrase dans une zone désertique de la Russie à 160 km de Bratsk en faisant 90 victimes et un survivant. L'avion a pris feu après s'être écrasé pour des raisons inconnues.
- 5 mars 1968 : le vol 212 Air France s'écrase contre la Soufrière lors de son approche de l'aéroport de Pointe-à-Pitre (Guadeloupe). Les pilotes ont tenté une approche à vue de nuit et ont mal estimé la distance de l'aéroport. Les 63 personnes à bord du Boeing 707 nommé Château de Lavoûte-Polignac trouvent la mort dans l'accident.
- 24 mars 1968 : le vol 712 Aer Lingus s'abîme en mer près de Tuskar Rock (Irlande) lors du vol Cork-Londres entraînant la mort des 61 personnes à bord du Vickers 803 Viscount. L'accident est resté inexpliqué.
- 20 avril 1968 : le vol South African Airways 228 s'écrase peu après son décollage de l'aéroport de Windhoek (Namibie), une escale lors du trajet Johannesbourg-Londres. Les pilotes ne se seraient pas rendu compte que la puissance des moteurs était trop basse et que le Boeing 707 perdait de l'altitude. L'accident fait 123 victimes sur les 128 à bord.
- 3 mai 1968 : le vol 352 Braniff International s'écrase à Dawson au Texas après que l'aile droite du Lockheed L-188A Electra s'est détachée alors qu'il faisait la liaison Houston-Dallas. Les 85 occupants de l'appareil périssent dans l'accident.
- 13 juillet 1968 : le vol Sabena, un Boeing 707 de la compagnie belge effectuant un vol de fret en provenance de Bruxelles s'écrase à 14 km (8,8 milles) au nord de Lagos lors de son approche. Cinq membres d'équipage et deux passagers perdent la vie. Pour une raison inconnue, le Boeing a heurté les arbres. La raison pour laquelle l'avion volait à basse altitude n'a pas été déterminée. Certains témoins auraient vu l'avion en feu avant qu'il n'atteigne les arbres[10].« Latter report could feed the hypothesis that it might have been carrying weapons which caught fire [sic] during the Biafra-Nigerian War »[11]. Le rapport du ministère des transports nigérian du 20 août 1969 conclut que l'avion était passé sous le niveau de son altitude minimale de sécurité pour une raison non déterminée[12]. La lumière n'a jamais été faite sur cet accident.

- 9 août 1968 : le vol British Eagle International Airlines, un Vickers 739A Viscount ayant décollé de Londres, s'écrase près de Langenbrück (Allemagne) sur l'autoroute reliant Nuremberg à Munich. L'accident serait dû à une panne électrique. La totalité des 48 personnes à bord périssent dans l'accident.
- 11 septembre 1968 : le vol 1611 Air France, une Caravelle reliant Ajaccio à Nice s’abîme au large de Nice, provoquant la mort de 95 personnes. Le rapport final de la commission d'enquête conclut à un incendie provoqué par le chauffe-eau des toilettes (à droite à l'arrière de l'appareil)[13]. Une thèse alternative, démentie par les autorités militaires, évoque une collision avec un missile au cours d'exercices de tir dans la région.
- 28 septembre 1968 : le vol Pan African Airlines (en) s'écrase près de l'aéroport de Port Harcourt au Nigeria lors de son approche. Les pilotes tentèrent de faire atterrir le Douglas C-54B dans le noir, sans succès. L'accident fait 57 morts plus une victime au sol.
- 12 décembre 1968 : le vol 217 Pan Am, un Boeing 707 nommé Clipper Malay, s'abîme en mer à 20 km de Caracas (Venezuela) lors de son approche, après un voyage sans encombre depuis New York. Les pilotes ont sans doute été victimes d'un effet optique du reflet des lumières de la ville sur l'océan. L'accident fait 51 victimes.

### 1969
- 16 mars 1969 : le vol 742 VIASA percute des lignes électriques puis s'écrase dans une zone résidentielle peu après son décollage de Maracaibo (Venezuela). Les 84 occupants du Douglas DC-9 à destination de Miami périssent dans la catastrophe ainsi que 71 personnes au sol.
- 20 mars 1969 : le vol United Arab Airlines s'écrase à la troisième tentative d'atterrissage sur l'aéroport d'Aswan (Égypte), alors que la visibilité est très faible. On compte 5 survivants parmi les 105 occupants de l'Iliouchine Il-18.
- 2 avril 1969 : le vol LOT Polish Airlines s'écrase contre la montagne Polica près de Cracovie (Pologne) pendant une tempête de neige, faisant 53 victimes.
- 17 avril 1969 : un Learjet 25 N-515 VW s'écrase dans une combe à Corban (Suisse, JU) pendant un épais brouillard, après avoir touché un chaînon de montagnes culminant à 947 m, causant un incendie à la forêt et faisant deux victimes. Il a été retrouvé deux jours plus tard par un paysan habitant la Providence (ferme des environs).
- 4 juin 1969 : le vol 704 Mexicana, un Boeing 727 s'écrase près de Monterrey (Mexique) en faisant 79 victimes. Les pilotes ont effectué un virage à droite au lieu du virage à gauche prévu par le plan de vol.
- 9 septembre 1969 : le vol 853 Allegheny Airlines, un Douglas DC-9, entre en collision avec un Piper PA-28 piloté par un apprenti pilote seul au-dessus de Shelbyville (États-Unis), alors que la visibilité est très faible. La tour de contrôle n'avait pas anticipé la collision. Les 82 personnes à bord du DC-9 qui réalisait la liaison Cincinnati-Indianapolis trouvent la mort dans la collision ainsi que le pilote du PA-28.
- 20 septembre 1969 : le vol Air Vietnam entre en collision avec un F-4 Phantom de l'US Air Force près de Da Nang (Viêt Nam). Si le F-4 parvient à se poser sans encombre, le DC-4 d'Air Viêt Nam s'écrase tuant 74 de ses 75 occupants ainsi que 2 personnes au sol.
- 26 septembre 1969 : le vol Lloyd Aéreo Boliviano s'écrase contre le mont Choquetanga à 176 km de La Paz (Bolivie), où il devait atterrir. L'accident fait 74 victimes.
- 20 novembre 1969 : le vol Nigeria Airways heurte des arbres, s'écrase et prend feu lors de son approche de Lagos (Nigeria). L'accident fait 87 morts.
- 3 décembre 1969 : le vol 212 Air France s'abîme en mer peu après son décollage de Caracas (Venezuela) pour Pointe-à-Pitre. Les 62 occupants du Boeing 707 périssent dans l'accident. Forte probabilité d'attentat à la bombe.